# (8180) 1992 PY2
(8180) 1992 PY2 est un astéroïde de la ceinture principale découvert en 1992.

## Description
(8180) 1992 PY2 a été découvert le 6 août 1992 à l'observatoire Palomar, situé au nord de San Diego en Californie, par Henry E. Holt.

### Caractéristiques orbitales
L'orbite de cet astéroïde est caractérisée par un demi-grand axe de 2,63 UA, un périhélie de 2,35 UA, une excentricité de 0,11 et une inclinaison de 14,35° par rapport à l'écliptique. Du fait de ces caractéristiques, à savoir un demi-grand axe compris entre 2 et 3,2 UA et un périhélie supérieur à 1,666 UA, il est classé, selon la JPL Small-Body Database, comme objet de la ceinture principale.

### Caractéristiques physiques
(8180) 1992 PY2 a une magnitude absolue (H) de 12,4 et un albédo estimé à 0,243.